# Гіпотеза Планка
Гіпотеза Планка або квантова гіпотеза — гіпотеза про те, що енергія осцилятора не може мати довільне значення, а має містити цілу кількість дискретних мінімальних порцій енергії, які називаються квантами (від латинського quantum = «скільки»). Планк припустив, що енергія осцилятора задається формулою
{\displaystyle E=nh\nu \,},
де {\displaystyle n} — ціле число (1, 2, 3, …), {\displaystyle h} — стала Планка, і {\displaystyle \nu } — частота осцилятора.
Гіпотеза була введена Максом Планком у його виведенні закону випромінювання абсолютно чорного тіла в 1900 році. Це припущення дозволило Планку вивести формулу для всього спектра випромінювання чорного тіла. Планк не зміг обґрунтувати це припущення на основі класичної фізики. Спочатку він дуже скептично ставився до своєї гіпотези і вважав квантування суто математичним трюком, а не фундаментальною зміною у розумінні світу.
У 1905 році Альберт Ейнштейн припустив що ці кванти були не просто обчислювальним прийомом, а що саме поле випромінювання складається з квантів, енергія яких задається співвідношенням Планка–Ейнштейна. Цією гіпотезою йому вдалося пояснити експериментальні дані для фотоефекту, і в 1921 році за цю роботу Ейнштейн отримав Нобелівську премію. Пізніше введені ним кванти світла були названі фотонами.
Пізніше гіпотеза Планка була застосована для розуміння ефекту Комптона та використана Нільсом Бором для пояснення спектру випромінювання атома водню та отримання правильного значення сталої Рідберґа.
Роботи Планка та Ейнштейна вважаються початком квантової фізики. Сьогодні кванти більше не є гіпотезою, а радше фактом, який був надійно перевірений у багатьох експериментах. Наприклад, фотопомножувач є доступним пристроєм, за допомогою якого можна виявляти та підраховувати окремі кванти світла.